# Condylura
Condylura — рід кротів, який містить єдиний сучасний вид — Condylura cristata, ендемічний для північних частин Північної Америки. Це також єдиний живий представник триби Condylurini.
Попри те, що сьогодні Condylura ендемічний для Нового Світу, викопні рештки свідчать про те, що колись рід був набагато більш поширеним, з двома названими видами (C. kowalskii та C. izabellae), відомими з пліоцену Польщі, і безіменним видом із середнього міоцену Казахстану.
Condylura класифікується разом з іншими кротами Нового Світу в підродині Scalopinae більшістю авторитетів; однак новіші дослідження показують, що він займає значно базальніше положення в Talpidae, будучи сестрою клади, що включає викопний рід Geotrypus, усіх живих Talpinae та всіх Scalopini. Вимерлий рід Eotalpa потенційно може бути для нього сестринським родом.